# 古賀直樹
古賀 直樹（こが なおき）は日本の男性アニメ脚本家。

## 参加作品
すべて脚本としてのクレジット
- 出ましたっ!パワパフガールズZ
- リセット
- ONE PIECE (アニメ)
- はたらキッズ マイハム組
- うちの3姉妹